# Be公司
Be公司由曾在蘋果電腦公司擔任主管的讓-路易·加西於1990年創辦，位于美国加利福尼亚州的门洛帕克，同时在法国和日本设有分部，在被收购的过程中公司搬至加利福尼亚州的山景城。公司早期的目標是開發專供音樂與視訊處理的多媒體作業系統，產品有BeOS作業系統、BeIA系統、BeBox（硬体產品）等。2001年第四季度被Palm公司以等價于1100萬美元的股票收購。
Be公司旨在使用C++在一些专有平台上开发出新一代操作系统。BeOS可在BeBox上运行，后来被引入苹果电脑公司的PowerPC架构（尽管苹果反对这样做）。1998年BeOS开始引入英特尔x86架构，同时对PowerPC的支持慢慢减少。BeOS的最终版本是BeOS R5。